# مصلح كناعنة
الدكتور مصلح كناعنة من مواليد عرابة البطوف عام 1953، بمنطقة الجليل، يعمل محاضراً في علم الإنسان والإجتماع في جامعة بيرزيت بالضفة الغربية، وهو باحث متخصص في التراث الشعبي الفلسطيني، نشر عدد من الأبحاث المتخصصة والكتب الأدبية.

## حياته
- مصلح كناعنة من بلدة عرابة البطوف وهي مدينة فلسطينية عربية تقع في منطقة الجليل الأسفل في وادي سخنين.[3]
- بروفيسور وباحث في علوم الإنسان والاجتماع، يحمل شهادة الدكتوراة من جامعة بيرين النرويجية عام 1995.
- باحث متخصص في التراث الشعبي الفلسطيني، نشر عددًا من الكتب والأبحاث المتخصصة، والكتابات الأدبية.[4]
- له خمسة كتب وأكثر من 30 مقالة بحثية منشورة في مجلات عربية وعالمية.[5]

## عمله الأكاديمي
- عمل محاضرًا في علم الإنسان وعلم الإجتماع في جامعة بيرزيت، حيث أمضى سنوات في البحث والتدريس.

  ويعمل لسنوات عديدة.
- عضوًا للهيئة الأكاديميّة في دائرة العلوم الإجتماعية والسلوكيّة في جامعة بيرزيت.

## المسيرة المهنية
- باحث ومحاضر في مجالي علم الإنسان وعلم النفس. حاصل على شهادة الدكتوراه بامتياز في علم الإنسان.
- نشر (موسوعة المفردات غير العربية في العامية) الفلسطينية، من إصدار دار مجدلاوي للنشر والتوزيع - عمان، الأردن.
- نشر ما يعرف (اللغة الهلالية) نسبة لمنطقة الهلال الخصيب، وهي المفردات التي تُستخدم في العامية الفلسطينية والعربية وليست من أصول لغوية عربية، حيث تشترك الشعوب العربية خاصة في بلاد الشام ومصر والعراق بمفردات تستعمل في اللغة المحكية اليومية، وتعبر عن الغنى والاختلاط الثقافي لهذه المناطق.[6]

## من أهم أعماله
- عنف الدولة الصهيونية وجذوره.
- آثار الإحتلال على نفسيّة الشباب الفلسطينيّ.
- نفسيّة الفلسطينيّين المواطنين في إسرائيل.

## بعض مؤلّفاته
- موسوعة المفردات غير العربيّة في العاميّة الفلسطينيّة (2019).[7]
- بين الذات والوطن (مجموعة قصصيّة، 2017).[8]
- حجارة تحكي وأنقاض تنتظر (2008).[9]
- أعماق الذات المنتفضة: السيرة النفسيّة والإجتماعية للشباب الفلسطينيّ الذي نشأ في جوّ الألم والأمل والإحباط بين الانتفاضتين (مع د. ميريت نتلاند، 2003).[10]
- ترجمته إلى العربيّة عن الإنجليزية لكتاب د. شريف كناعنة التي تحمل العنوان «التغيّر الاجتماعىّ والتوافق النفسىّ عند السكّان العرب في إسرائيل» (1978).
- الرحلة إلى أعماق القصص في مجموعة (اعترافات شهرزاد).[11]
- كتاب "دليل فلسطين"
- "حين تتشابك الحكايا"[12]
- "بين الذات والوطن"[13]